# معدات ثقيلة

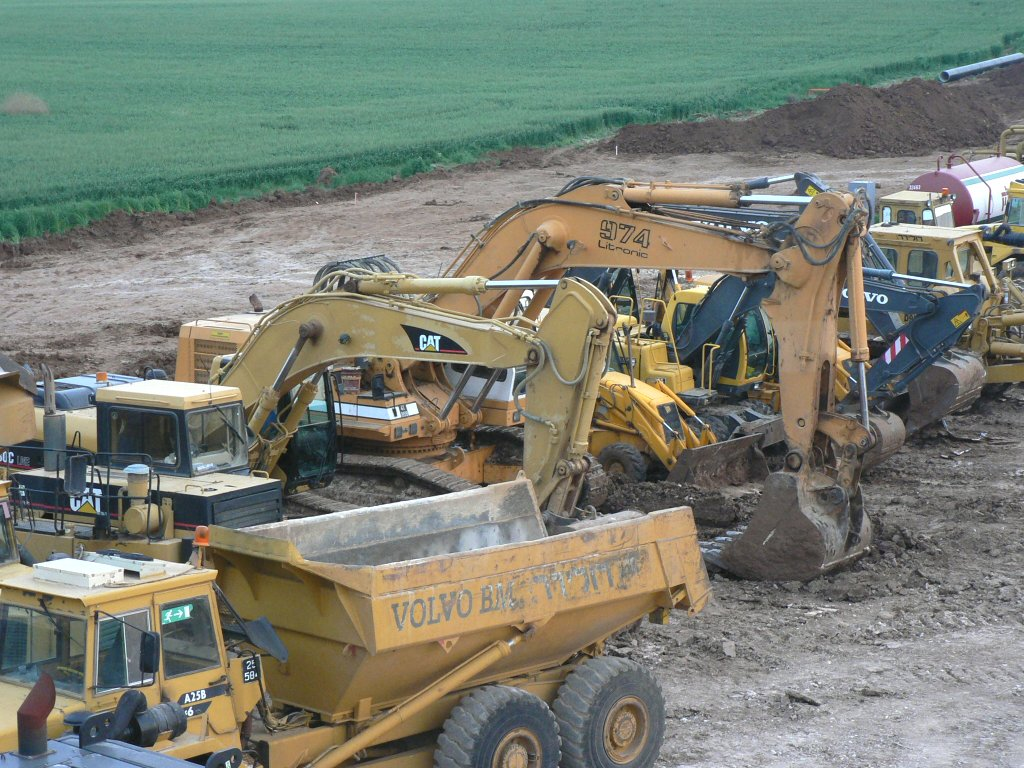
مجموعة من المعدات الثقيلة.

المعدات الثقيلة وتشير إلى الآليات الثقيلة المعدة للاستخدام في الأعمال الإنشائية، وفي معظم الأحيان الأعمال التي فيها تعامل مع التربة ويطلق عليها أيضاً آليات ثقيلة أو معدات هندسية أو آليات هندسية أو معدات البناء. معظم هذه المعدات تستخدم أنظمة القيادة الهيدروليكية.

## أنواع المعدات الثقيلة
These subdivisions, in this order, are the standard heavy equipment categorization.
Track-type
- جرار
- جرافة
- Snowcat
- جرار نقل الأخشاب
- الجنزير (جرافة)
- جرار
- مركبة هندسية عسكرية

Grader
- ممهدة

SkidSteer
- جرافة انزلاقية التوجيه

Excavator
- Amphibious excavator
- Compact excavator
- Dragline excavator
- تجريف
- حفارة ذات مجرف دوراني
- حفارة (digger)
- حفارة
- Long reach excavator
- Power shovel
- Reclaimer
- Steam shovel
- Suction excavator
- Walking Excavator
- Trencher (machine)
- Yarder

Backhoe
- عقرب، Backhoe

Timber
- Feller buncher
- آلة حصاد الأشجار
- جرار نقل الأخشاب
- آلة حصاد الأشجار
- جرار شحن
- جرار نقل الأخشاب

Pipelayer
- Pipelayer (sideboom)

Scraper
- Fresno scraper
- كاشطة
- كاشطة

Mining
- جرار
- شاحنة تفريغ

Articulated
- Articulated hauler
- شاحنة تفريغ

Compactor
- Wheel dozers – soil compactors  [لغات أخرى]‏
- Soil stabilizer  [لغات أخرى]‏

Loader
- Loader
- آلة التحميل (skippy)
- آلة التحميل (front loader, integrated tool carrier)

Track Loader
- Track loader

Material Handler
- منصة العمل الجوية / Lift table
- Cherry picker
- رافعة
- رافعة شوكية
- Knuckleboom loader (trailer mount)  [لغات أخرى]‏ & رافعة
- Straddle carrier
- Reach stacker
- Telescopic handlers

Paving
- راصفة أسفلت
- مجبل أسفلت
- قشاطة أسفلت
- خرسانة
- راصفة أسفلت
- قشاطة أسفلت
- محدلة
- Roller (road roller or roller compactor)
- قالب منزلق
- Vibratory compactor، Compactor

Underground
- Roadheader
- آلة حفر الأنفاق
- تعدين equipment

Hydromatic Tool
- Ballast tamper
- حفارةs
- منصة حفر
- Pile driver
- أداة العزق (rototiller, rotovator)

Highway
- شاحنة تفريغ
- شاحنة تفريغ
- شاحنة تفريغ، شاحنة تفريغ، شاحنة تفريغ
- شاحنة تفريغ and شاحنة تفريغ
- شاحنة تفريغ، شاحنة تفريغ
- خلاط الخرسانة
- مقطورة منخفضة
- كناس الشوارع

## أكبر الشركات المصنعة
تضم القائمة التالية أكبر الشركات المصنعة للمعدات الثقيلة لسنة 2015، حسب قائمة أصدرتها مجموعة KHL Group وشملت 50 شركة:
| No. | Company                                               | Country          | CE Sales (million USD) | Share of total |
| --- | ----------------------------------------------------- | ---------------- | ---------------------- | -------------- |
| 1   | كاتربيلر                                              | الولايات المتحدة | 28,283                 | 17.8%          |
| 2   | كوماتسو                                               | اليابان          | 16,877                 | 10.6%          |
| 3   | Hitachi Construction Machinery (جزء من مجموعة هيتاشي) | اليابان          | 7,790                  | 4.9%           |
| 4   | معدات البناء فولفو ‏ (جزء من مجموعة فولفو)             | السويد           | 7,785                  | 4.9%           |
| 5   | Terex                                                 | الولايات المتحدة | 7,390                  | 4.6%           |
| 6   | مجموعة ليبهير                                         | سويسرا           | 7,129                  | 4.5%           |
| 7   | جون دير                                               | الولايات المتحدة | 6,581                  | 4.1%           |
| 8   | XCMG                                                  | الصين            | 6,151                  | 3.9%           |
| 9   | Sany                                                  | الصين            | 5,424                  | 3.4%           |
| 10  | مجموعة دوسان                                          | كوريا الجنوبية   | 5,414                  | 3.4%           |

شملت القائمة أيضًا شركات مثل:
- أطلس كوبكو
- Bharat Earth Movers Limited (India)
- شركة بوبكات
- CASE
- Chelyabinsk Tractor Plant
- CNH Global
- ديماج
- Fiat-Allis
- HIAB
- هيونداي للصناعات الثقيلة
- إنجرسول راند
- JCB
- كوبوتا
- Kobelco
- LiuGong
- MARAIS
- نافيستار الدولية
- NCK
- New Holland  [لغات أخرى]‏
- Track Marshall
- Orenstein and Koppel GmbH (O&K)
- باكار
- Poclain
- Rototilt
- Shantui
- ST Kinetics
- Takeuchi Manufacturing
- Wacker Neuson
- يانمار
- زومليون

## معرض صور

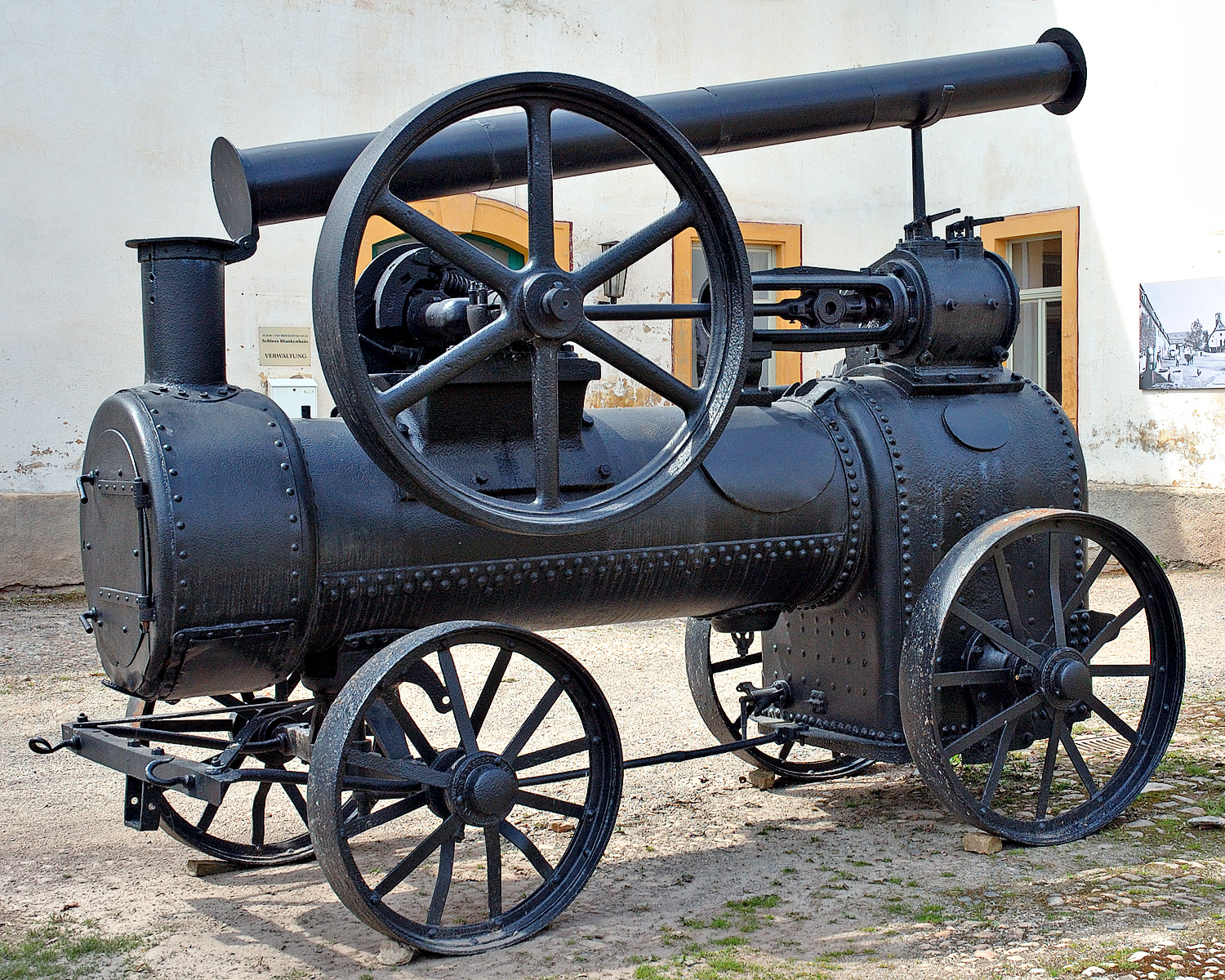
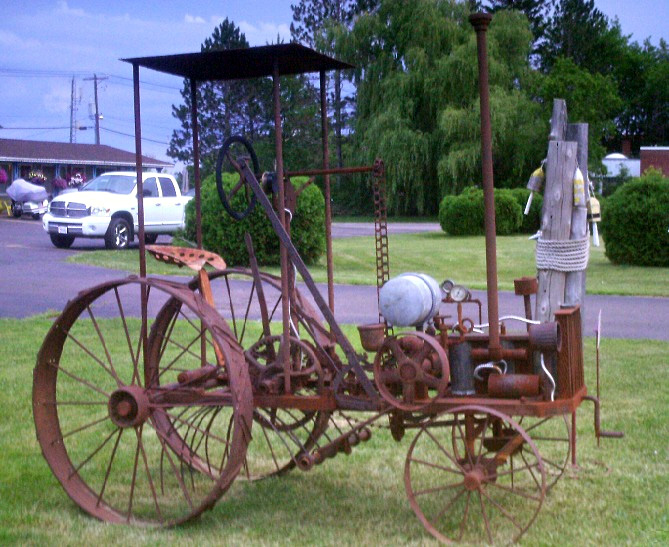
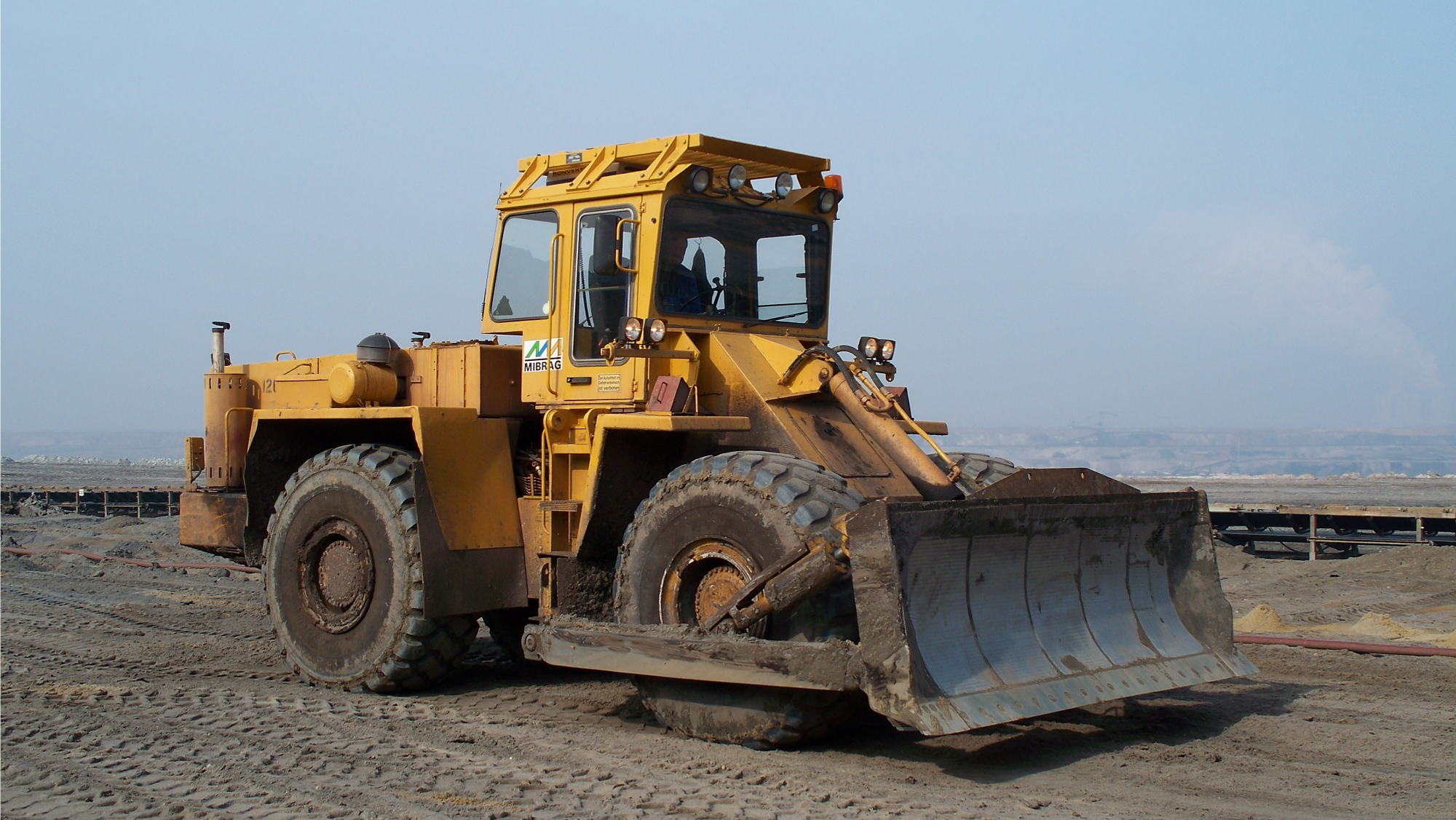
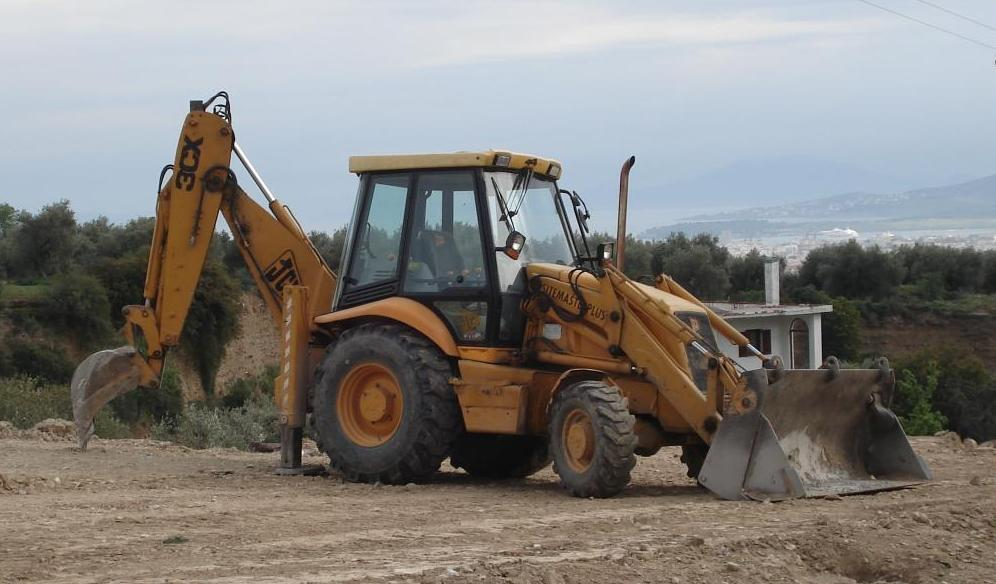

## وصلات خارجية
- Constructionequipment.com
- *Ritchie wiki